# Милятино (Костромская область)
Милятино — деревня в составе Дмитриевского сельского поселения Галичского района Костромской области России.

## География
Деревня расположена на берегу речки Медведовка.

## История
Согласно Спискам населённых мест Российской империи в 1872 году сельцо Милятино относилось к 1 стану Галичского уезда Костромской губернии. В нём числилось 4 двора, проживало 18 мужчины и 19 женщин.
Согласно переписи населения 1897 года в деревне проживало 36 человек (12 мужчин и 24 женщины).
Согласно Списку населённых мест Костромской губернии в 1907 году деревня относилось к Яхнобольской волости Галичского уезда Костромской губернии. По сведениям волостного правления за 1907 год в ней числилось 7 крестьянских дворов и 35 жителей. Основным занятием жителей деревни были сельскохозяйственные работы.
До муниципальной реформы 2010 года деревня входила в состав Кабановского сельского поселения.

## Население
| 2008 | 2010 | 2012 | 2014 |
| ---- | ---- | ---- | ---- |
| 17   | ↘14  | →14  | →14  |